# Nicolas Lebourg
Nicolas Lebourg (1974) es un historiador francés, considerado un especialista en el estudio de los movimientos de extrema derecha en Europa.

## Biografía
Nacido en 1974, estudió sociología en la Universidad de Aix-Marseille e historia por la Universidad de Perpiñán; máster con una disertación sobre François Duprat, se doctoró en historia contemporánea en 2005 con una tesis sobre el nacionalismo revolucionario.
Entre 2015 y 2017,  fue un research fellow en el programa de «Historia del fascismo en Europa y Eurasia» en la Universidad George Washington, bajo la supervisión de la historiadora francesa Marlène Laruelle. En el curso 2017-2018, fue investigador en el grupo de estudio «La extrema derecha en Europa y el rol e influencia de Rusia» para el Carnegie Council for Ethics in International Affairs.
Lebourg también colabora escribiendo análisis políticos de actualidad en medios como Slate, Mediapart y Libération, además de en su blog de WordPress.com tempspresents.

## Obras
- Le Monde vu de la plus extrême droite. Du fascisme au nationalisme-révolutionnaire, Pulsa universitaires de Perpignan, 2010.
- François Duprat, L'homme qui inventa le Front nacional, (con Joseph Beauregard), Denoël, 2012.[5]
- Dans l'Ombre des Le Pen. Une histoire des n°2 du el frente Nacional, (con Joseph Beauregard), Nouveau Monde, 2012.
- Mort aux bolchos Un siècle d'affiches anticommunistes, Les Échappés, París, 2012.
- Perpignan, une ville avant le el frente nacional, (con Jérôme Fourquet y Sylvain Manternach), Fondation Jean Jaurès, 2014.
- Aux Racines du FN. L'Histoire du mouvement Ordre Nouveau, (prefacio por Jean-Yves Camus, con Jonathan Preda y Joseph Beauregard), Fondation Jean Jaurès, 2014.
- Rivesaltes, Le Campamento de la Francia de 1939 à nos jours (prefacio por Philippe Joutard, con Abderahmen Moumen), Trabucaire, 2015.
- Mutaciones et difusiones de l'altérophobie. De « l'inégalité des Corre » aux concurrencias identitaires, (con Stéphane François), Pulsa universitaires de Valenciennes, 2016.
- Lettre aux Français qui croient que 5 ans d'extrême droite remettraient la Francia debout, Les Échappés, 2016.[6]
- La Nouvelle Guerre d'Algérie n'Aura pas lieu (con Jérôme Fourquet), Fondation Jean Jaurès, 2017.
- Camus, Jean-Yves; Lebourg, Nicolas (2017). Far-Right politics in Europe. Cambridge: Harvard University Press.[7][8][9][10]
- La Violence des marges politiques des années 1980 à nos jours, (con Isabelle Sommier), Reveneuve, 2018.
- Les nazis ont-ils survécu ? : Enquête sur les internationales fascistes et les croisés de la Carrera blanche, Le Seuil, 2019. ISBN 978-2021413717